# Prodecatoma solani
Prodecatoma solani är en stekelart som beskrevs av Gregorio Bondar 1930. Prodecatoma solani ingår i släktet Prodecatoma och familjen kragglanssteklar. Inga underarter finns listade i Catalogue of Life.